# Plum Springs
Plum Springs ist eine Ortschaft im Warren County im US-Bundesstaat Kentucky. Laut Volkszählung im Jahr 2020 hatte sie eine Einwohnerzahl von 497 auf einer Fläche von 0,8 km². Die Bevölkerungsdichte liegt bei 559 pro km².